# José Francisco Correia da Serra

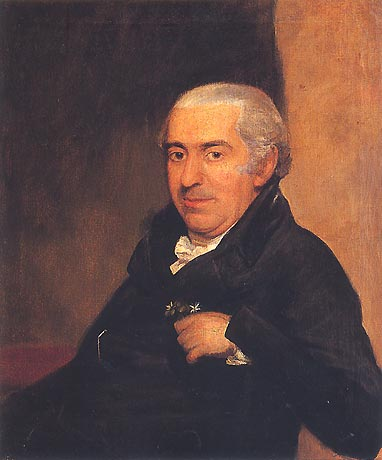
José Francisco Correia da Serra.

José Francisco Correia da Serra, född 5 juni 1750 i Serpa, död 11 september 1823 i Caldas da Rainha, var en portugisisk diplomat och filosof.
Correia da Serra var 1779 en av grundarna av Vetenskapsakademien i Lissabon, för vilken han även var sekreterare. Han invaldes som fellow av Royal Society 1796 och som utländsk ledamot av Kungliga Vetenskapsakademien 1797.